# توم كلانسي رينبو سكس (لعبة فيديو)
توم
كلانسي رينبو سِكس (بالإنجليزية: Tom Clancy's Rainbow Six)‏ لعبة فيديو من نوع تصويب تكتيكي من تطوير ونشر وتوزيع شركة ريد ستورم إنترتنمنت ولقد صدرت لأول مره في 21 أغسطس 1998 في أمريكا الشمالية وتعمل على عده منصات منها جهاز بلاي ستيشن.
في عام 2018 ظهرت اللعبة على جهاز بلاي ستيشن كلاسيك.

## روابط خارجية
- توم كلانسي رينبو سكس على موقع IMDb (الإنجليزية)
- رينبو سكس الموقع الرسمي
- توم كلانسي رينبو سكس على موبي غيمز
- توم كلانسي رينبو سكس (دريم كاست) على موبي غيمز
- توم كلانسي رينبو سكس (جيم بوي كلر) على موبي غيمز